# إليزابيت كاستونير
إليزابيت كاستونير (بالألمانية: Elisabeth Castonier)
ولدت في دريسدن في مارس 1894 وماتت في ميونخ في سبتمبر 1975 هي أديبة ألمانية, تميزت بكتابة القصص الساخرة.

## حياتها
إليزابيت كاستونير هي ابنة الرسام فيلكس بورشارت, وقد قضت طفولتها المبكرة في شارع كاناليتو في دريسدن. وقد ارتحلت العائلة إلى باريس, ثم عادت مرة أخرى إلى برلين في سنة 1912. وقد تزوجت كاستونير بالمغني الدانمركي باول كاستونير في سنة 1923, وانفصلت عنه فيما بعد.
وكانت تكتب القصص الساخرة في المجلة الأسبوعية الساخرة «البطة» Die Ente. وقد رحلت كاستونير بعد قيام الرايخ الثالث إلى المهجر في فيينا. ومن هناك عملت مراسلة لبعض الصحف الأجنبية. وكذلك عملت مراسلة لبعض الصحف الألمانية التي كانت تصدر في المهجر, مثل صحيفة Pariser Tageszeitung وصحيفة Wiener Tageblatt.

## أعمالها
1. ذكريات امرأة منطوية على نفسها 1964